# The Wallows
Koordinaten: 60° 41′ S, 45° 36′ W
The Wallows (englisch für Die Suhlen) sind eine Ebene im nordöstlichen Teil von Signy Island im Archipel der Südlichen Orkneyinseln. Sie liegt 500 m südlich des Berry Head. Die Ebene, in deren Zentrum sich ein kleiner Süßwassersee befindet, wird von niedrigen Gebirgskämmen eingefasst.
Wissenschaftler der britischen Discovery Investigations nahmen 1933 eine grobe, diejenigen des Falkland Islands Dependencies Survey 1947 eine detailliertere Vermessung vor. Letztere benannten die Ebene so, weil sich hier eine Herde See-Elefanten zum Fellwechsel in den antarktischen Sommermonaten suhlt.